# Abdullah Shuhail
Abdullah Shuhail (né le 22 janvier 1985) est un footballeur international saoudien évoluant au poste de défenseur.